# 笑えれば
『笑えれば』（わらえれば）は、2002年2月20日に発売されたウルフルズの24枚目のシングル。発売元は東芝EMI。

## 解説
讀賣テレビ放送系ドラマ『ギンザの恋』エンディング曲。トータス松本が当ドラマに出演。
ミュージックビデオは、長野県上田市で撮影された。
2007年から武田薬品工業のアリナミンシリーズのCMに起用。
テレビ東京のバラエティ番組『ヤギと大悟』テーマ曲。2023年9月15・22・29日放送分に松本がゲスト出演し、エンディングのサプライズで松本が「笑えれば」を生歌唱した。
3曲目「友だちジャマイカ」はぢ・大黒堂名義で発表した「友だちじゃないか」のセルフカバー。
2016年11月21日放送『SMAP×SMAP』の歌コーナー「S-Live」に松本がゲスト出演。SMAPと歌唱。

## 収録曲
1. 笑えれば
  - 作詞・作曲：トータス松本　編曲：ウルフルズ、伊藤銀次
2. Na Baby
  - 作詞：トータス松本、サンコンJr.　作曲：サンコンJr.　編曲：ウルフルズ
3. 友だちジャマイカ
  - 作詞・作曲：トータス松本　編曲：ウルフルズ、伊藤銀次
4. 笑えれば（インストゥルメンタル）

## カバー
笑えれば
- PUSHIM - 2012年4月25日に発売されたカバー・アルバム『The Great Songs』に収録。
- JUJU - ウルフルズ トリビュートアルバム『ウルフルズトリビュート 〜Best of Girl Friends〜』（2017年2月22日）[5]および34thシングル「Because of You」（2017年3月22日）に収録。
- 大泉洋 - 「リクナビNEXT」のCMにて[6]。
- 佐藤広大 - 2018年1月31日に発売されたアルバム『19BOX』に収録[7]。
- 番匠谷紗衣 - 2019年8月21日に発売されたシングル『自分だけの空』通常盤のみに収録[8]。